# Xã Comstock, Quận Marshall, Minnesota
Xã Comstock (tiếng Anh: Comstock Township) là một xã thuộc quận Marshall, tiểu bang Minnesota, Hoa Kỳ. Năm 2010, dân số của xã này là 105 người.